# Hiatus maxillaire
Le hiatus maxillaire (ou orifice du sinus maxillaire) est une large ouverture de la face nasale du corps du maxillaire.

## Description
Le hiatus maxillaire est situé au-dessous de la bulle ethmoïdale près du toit du sinus maxillaire. Il est partiellement caché par l'extrémité inférieure du processus unciforme de l'os ethmoïde.
Cette ouverture est délimitée par le processus unciforme de l'ethmoïde en haut, le processus ethmoïdal du cornet nasal inférieur en bas, la partie verticale de l'os palatin en arrière et une petite partie de l'os lacrymal en haut.
Devant le sinus communique avec le méat nasal moyen, généralement par deux petites ouvertures laissées entre les os formant sa limite.